# Хромогенный фотоматериал
Хромоге́нный фотоматериа́л — разновидность фотоматериалов, готовое изображение которых состоит из красителей, синтезируемых при проявлении с помощью специальных цветообразующих компонент, добавленных в зонально-чувствительные фотоэмульсии в процессе изготовления. Использованные при этом цветообразующие компоненты не способны покидать свой эмульсионный слой и проникать в соседние, предотвращая тем самым смешивание разных красителей. Название «хромогенный» характерно для иностранных источников, тогда как в советских и российских более распространён термин «цветные фотоматериалы с недиффундирующими цветообразующими компонентами», подчёркивающий принципиальное отличие от плёнок типа Kodachrome. 

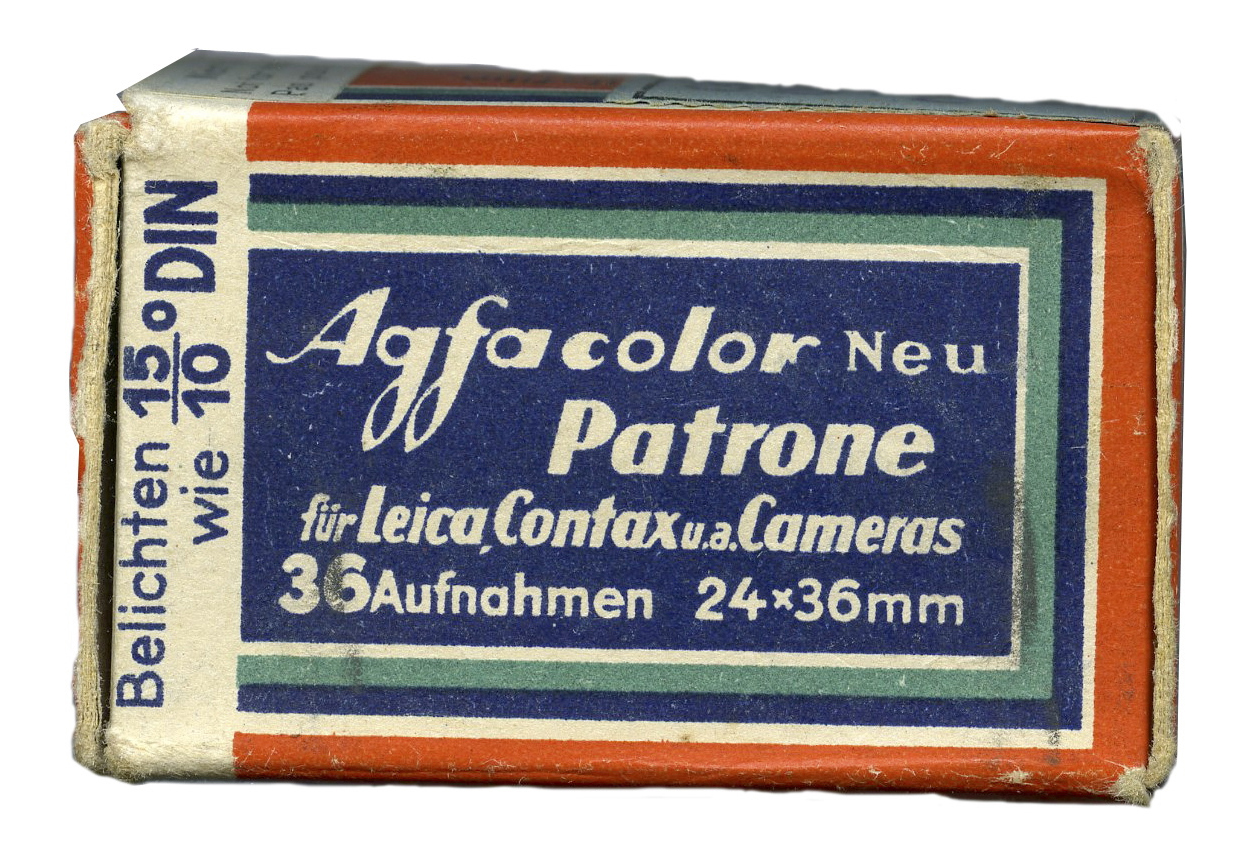
Первая хромогенная фотоплёнка «Agfacolor Neu»

Хромогенные фотоматериалы могут иметь один или несколько эмульсионных слоёв, но в большинстве случаев технология применяется в цветных многослойных фотокиноплёнках и фотобумагах. Все выпускающиеся в настоящее время цветные многослойные фотоматериалы являются хромогенными, поскольку производство других типов прекращено.

## Особенности технологии
В отличие от остальных типов цветных многослойных материалов — с диффундирующими цветообразующими компонентами (Kodachrome) и с химическим обесцвечиванием азокрасителей, уже добавленных в эмульсию при изготовлении (Ilfochrome), хромогенные обладают более низкой стойкостью цветного изображения. Это объясняется способом синтеза красителей, образующихся при цветном проявлении. При лабораторной обработке хромогенных фотоплёнок, киноплёнок и фотобумаг в процессе проявления, как и в традиционных чёрно-белых фотоэмульсиях, экспонированный галогенид серебра восстанавливается до металлической формы. Продукты окисления проявителя, образующиеся вокруг микрокристаллов серебра, взаимодействуют с бесцветной органической цветообразующей компонентой, добавленной в светочувствительный слой при изготовлении. В результате этой реакции синтезируется краситель, из которого состоит конечное изображение. Металлическое серебро после этого отбеливается и выводится из эмульсии для получения чистого цвета.
В цветных многослойных материалах в каждую из зонально-чувствительных эмульсий добавляется своя цветообразующая компонента, дающая при цветном проявлении краситель нужного цвета. В результате образуются три частичных цветоделённых изображения: жёлтое, пурпурное и голубое, составляющие цветной снимок. В монохромных фотоплёнках в единственном панхроматическом слое образуется один краситель. В последнем случае технология используется для возможности машинной обработки плёнки по унифицированному процессу C-41. В современных негативных плёнках для устранения ошибок цветоделения вместо бесцветных используются окрашенные цветообразующие компоненты. Неизрасходованные в процессе синтеза красителей жёлтая и оранжевая компоненты зелёночувствительного и красночувствительного слоёв остаются в эмульсии, образуя малоконтрастную позитивную маску. Складываясь с основными негативными окрашенными изображениями, она компенсирует нежелательные оттенки красителей. Такая технология, вызывающая оранжевую окраску неэкспонированных участков негативных плёнок, называется внутренним или цветоделительным маски́рованием. Цветные негативные киноплёнки хромогенного типа также маски́руются и обрабатываются по процессу ECN-2. Для обращаемых хромогенных плёнок разработан процесс Ektachrome E-6, а для фотобумаг — EP-2. Советские цветные фотоматериалы Sovcolor также относились к хромогенным.
Технология цветного проявления была впервые предложена в 1907 году Бенно Гомолкой, а реализована немецкими учёными Рудольфом Фишером и Иоганном Зигристом пять лет спустя. Первые хромогенные киноплёнки типа «дипо-фильм», выпущенные в 1914 году, не обеспечивали точной цветопередачи, поскольку имели только два зонально-чувствительных слоя. Причиной было отсутствие на тот момент способа предотвращения диффузии цветообразующих компонент и сенсибилизаторов в соседние слои. Полноценное воплощение процесс получил только в 1936 году, благодаря компании Agfa, выпустившей обращаемую фотоплёнку Agfacolor Neu. Первая хромогенная цветная обращаемая фотобумага Kodacolor выпущена в 1942 году. Тогда же появилась позитивная фотобумага Agfacolor, в отличие от американского аналога предназначенная для печати не со слайда, а с негатива. В среде галеристов технология создания цветных фотоснимков, отпечатанных на многослойной фотобумаге с недиффундирующими цветообразующими компонентами классифицируется, как хромогенная печать. По сравнению с другой технологией, эксклюзивно использовавшейся в обращаемых плёнках Kodachrome, хромогенные обладают сравнительно более низким разрешением, за счёт расплывания красителя, образующего так называемые «глобулы» вокруг кристаллов серебра. В технологии с диффундирующими компонентами красители замещают микрокристаллы, не расплываясь. Кроме того, недиффундирующие цветообразующие компоненты позволяют получать красители, обладающие менее точным спектральным поглощением и сужающие цветовой охват, более широкий у Kodachrome и Ilfichrome. Однако более высокая светочувствительность, чем у Ilfochrome, и значительно более простая технология лабораторной обработки по сравнению с K-14 у Kodachrome, обеспечили хромогенным фотоматериалам наиболее широкое распространение.
Основным недостатком хромогенных фотоматериалов считается невысокая долговечность изображения из-за быстрого выцветания красителей. В отличие от фотоматериалов Kodachrome, цветообразующие компоненты которых полностью удаляются из эмульсий после обработки, в хромогенных бумагах и плёнках неизрасходованные компоненты остаются в слое, провоцируя разрушение красителей. Первые фотобумаги такого типа обладали настолько плохой светостойкостью, что отпечатанные на них снимки полностью выцветали всего за несколько лет, а при хранении на свету за несколько суток. Поэтому целый период цветной фотографии, относящийся ко второй половине 1940-х и 1950-м годам, получил название «Потерянной эры Kodacolor». Сохранившихся цветных снимков тех лет практически невозможно найти ни в одном архиве. Цветные хромогенные фотоматериалы с высокой сохранностью красителей появились только в 1980-х годах после создания процесса RA-4 и нового поколения фотобумаг.